# Ühlingen-Birkendorf
Ühlingen-Birkendorf é um município da Alemanha, no distrito de Waldshut, na região administrativa de Freiburg , estado de Baden-Württemberg.